# Estação Ferroviária de Pias
A Estação Ferroviária de Pias é uma interface encerrada do Ramal de Moura, que servia a localidade de Pias, no Distrito de Beja, em Portugal.

## História

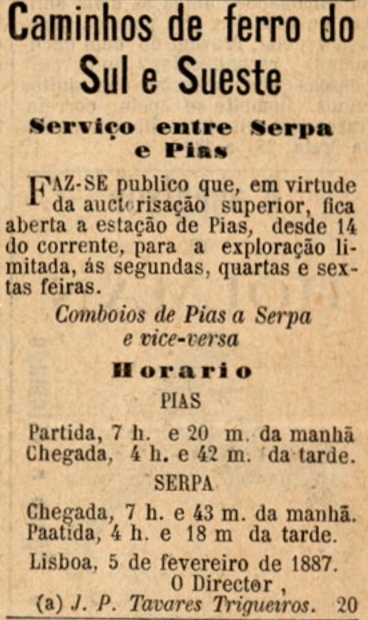
Aviso acerca da abertura do lanço entre Serpa e Pias, em 1887.

O lanço do Ramal de Moura entre as estações de Serpa e Pias foi aberto à exploração em 14 de Fevereiro de 1887, enquanto que o troço seguinte, até Moura, entrou ao serviço em 27 de Dezembro de 1902, tendo ambos os lanços sido construídos pela divisão estatal dos Caminhos de Ferro do Sul e Sueste.
Em 1 de Setembro de 1898, a Gazeta dos Caminhos de Ferro noticiou que Raymundo Fausto Sousa Netto tinha requerido uma licença por construir um caminho de ferro de reduzida entre a estação de Pias e a herdade de João Teixeira, no concelho de Orada, para servir uma exploração mineira. Em 1 de Dezembro, a Gazeta relatou que este pedido já tinha sido apreciado pelo Conselho Superior de Obras Públicas. Em 1913, a estação de Pias era servida por carreiras de diligências até Aldeia Nova de São Bento e Vale de Vargo.
O Ramal de Moura foi encerrado em 2 de Janeiro de 1990, como parte de um programa de reestruturação da operadora Caminhos de Ferro Portugueses.
Na década de 2020 o governo iniciou o programa Fundo Revive Natureza, para promover a reabilitação e o reaproveitamento turístico das estação ferroviárias encerradas, tendo em 13 de Outubro de 2023 sido aberto o concurso para várias estações no Ramal de Moura, incluindo a de Pias.